# Кохан, Григорий Романович
Григо́рий Рома́нович Коха́н (укр. Григорій Романович Кохан; 23 июня 1931, Бортков, Тарнопольское воеводство — 3 января 2014, Киев) — советский и украинский кинорежиссёр, сценарист и киноактёр. Народный артист Украины (1998). Лауреат Государственной премии СССР (1978). Лауреат Государственной премии Украины имени Александра Довженко (2011 год).

## Биография
Григорий Кохан родился 23 июня 1931 года в селе Бортков (ныне Золочевского района Львовской области Украины). Окончил Львовский полиграфический институт (1955) и Высшие режиссёрские курсы (1964). В 1962—1969 годах на Киевской киностудии научно-популярных фильмов. С 1969 года режиссёр Киевской киностудии имени А. П. Довженко. Член КПСС с 1966 года.
Ушел из жизни 3 января 2014 года. Похоронен на Байковом кладбище в Киеве.

## Фильмография
| 1970 | Хлеб и соль                   | ✔ |   |   |
| 1971 | Живая вода                    | ✔ |   |   |
| 1972 | Тайник у Красных камней       | ✔ |   |   |
| 1974 | Рождённая революцией          | ✔ |   |   |
| 1981 | Ярослав Мудрый                | ✔ | ✔ |   |
| 1984 | Ускорение                     | ✔ | ✔ |   |
| 1985 | Кармелюк                      | ✔ | ✔ | ✔ |
| 1987 | Цыганка Аза                   | ✔ | ✔ |   |
| 1990 | Война на западном направлении | ✔ | ✔ |   |
| 1991 | Бухта смерти                  | ✔ |   |   |
| 1991 | Убить «Шакала»                | ✔ | ✔ |   |
| 1993 | Стамбульский транзит          | ✔ | ✔ |   |
| 1995 | Казнённые рассветы            | ✔ | ✔ | ✔ |
| 1998 | Тупик                         | ✔ |   |   |

## Награды и премии
- Народный артист Украины (1998)
- Заслуженный деятель искусств Украинской ССР (1981)
- Заслуженный работник МВД (1977)
- Государственная премия СССР (1978) — за 10-серийный художественный фильм «Рождённая революцией»
- Орден Трудового Красного Знамени (1985)
- Орден «За заслуги» III степени (2001, Украина)[2]
- Государственная премия Украины имени Александра Довженко 2011 года — за выдающийся вклад в развитие украинского киноискусства[3]
- Почётная грамота Верховной Рады Украины